# Drzycim (gmina)
Drzycim – gmina wiejska w województwie kujawsko-pomorskim, w powiecie świeckim. W latach 1975–1998 gmina położona była w województwie bydgoskim.
Siedziba gminy to Drzycim.
Według danych z 30 czerwca 2004 gminę zamieszkiwało 5075 osób.

## Struktura powierzchni
Według danych z roku 2005 gmina Drzycim ma obszar 107,92 km², w tym:
- użytki rolne: 60%
- użytki leśne: 31%

Gmina stanowi 7,33% powierzchni powiatu.

## Demografia

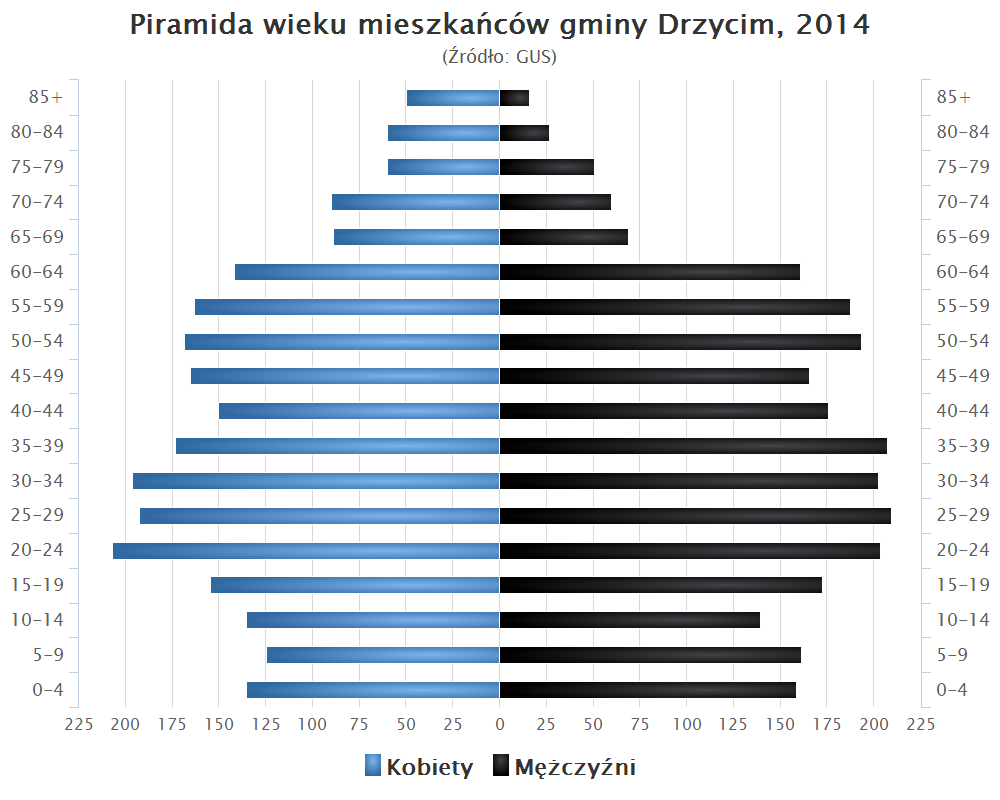
Piramida wieku mieszkańców gminy Drzycim w 2014 roku

Dane z 30 czerwca 2004:
| Opis                              | Ogółem | Ogółem | Kobiety | Kobiety | Mężczyźni | Mężczyźni |
| --------------------------------- | ------ | ------ | ------- | ------- | --------- | --------- |
| jednostka                         | osób   | %      | osób    | %       | osób      | %         |
| populacja                         | 5075   | 100    | 2535    | 50      | 2540      | 50        |
| gęstość zaludnienia (mieszk./km²) | 47     | 47     | 23,5    | 23,5    | 23,5      | 23,5      |

## Ochrona przyrody
Na terenie gminy Drzycim znajduje się 14 pomników przyrody, w tym 10 przyrody ożywionej i 4 nieożywionej.

## Zabytki
Wykaz zarejestrowanych zabytków nieruchomych na terenie gminy:
- zespół dworski w Gródku, obejmujący: drewniany dwór z lat 1756-1765; park, nr A/223/1-2 z 10.06.1987 roku
- zespół pałacowy w Jastrzębiu, obejmujący: pałac z 1910; park; zabudowania gospodarcze, nr 126/A z 20.11.1982 roku
- zespół dworski w miejscowości Lubocheń, obejmujący: dwór z pierwszej połowy XIX w.; park z drugiej połowy XIX w., nr 155/A z 15.06.1985 roku.

## Sołectwa
Biechówko, Dąbrówka, Dólsk, Drzycim, Gacki, Gródek, Jastrzębie, Krakówek, Mały Dólsk, Sierosław, Wery.

## Pozostałe miejscowości w gminie
Bedlenki, Biechowo, Gródek (leśniczówka), Kaliska, Leosia, Lubocheń, Rówienica, Sierosławek, Spławie.

## Sąsiednie gminy
Bukowiec, Jeżewo, Lniano, Osie, Świecie